# Астрапия на Ротшилд
Астрапията на Ротшилд (Astrapia rothschildi) е вид птица от семейство Райски птици (Paradisaeidae).

## Разпространение и местообитание
Разпространен е в Папуа Нова Гвинея.